# Richie Rich : Meilleurs Vœux
Pour l’article homonyme, voir Richie Rich (homonymie).
Série
Richie Rich
(1994)
Pour plus de détails, voir Fiche technique et Distribution.
Richie Rich : Meilleurs Vœux ou Richie Rich fête Noël au Québec (Richie Rich's Christmas Wish) est un film de Noël américain réalisé par  John Murlowski, sorti en 1998 directement en vidéo.
Le film se déroule la veille de Noël. Richie Rich, l’enfant le plus riche du monde, fait involontairement exploser des cadeaux destinés aux enfants pauvres de sa ville, à cause de son cousin Reggie Van Dough. Dévasté et se sentant coupable, il exprime accidentellement le désir de ne jamais être né, devant la machine à souhaits inventée par le professeur Keanbean. L’enfant se retrouve ainsi dans un monde alternatif dans lequel, n’étant jamais né, personne ne le reconnaît, à part son chien. Après avoir constaté toutes les choses négatives qui se passeraient s'il n'était pas dans venu au monde, il décide de rentrer chez lui. Avec l’aide du professeur Keanbean, Richie parvient finalement à revenir en arrière.
Il est adapté de la bande dessinée Richie Rich éditée par Harvey Comics et il est une suite indépendante du film Richie Rich (1994).
L'intrigue du film est similaire à celui du film de 1946 La vie est belle (It’s a Wonderful Life).

## Synopsis
C’est la veille de Noël et Richie Rich, l’enfant le plus riche du monde, est ravi de passer la journée avec ses amis. Alors qu’il joue avec ces derniers sur des voitures dans la neige, le majordome de Richie, Herbert Cadbury, contrôle les appareils à l’aide d’une télécommande et guide les enfants jusqu’à la maison de Richie. Il lui rappelle ensuite ses responsabilités qui doivent être exécutées en cette veille de Noël et lui demande de changer de vêtements et de se préparer pour prendre le thé. Avant d’aller le faire, Richie rend visite au scientifique qui habite chez lui, le professeur Keanbean, qui lui montre sa récente invention, une machine à souhaits qui ne fonctionne que le 24 décembre, la veille de Noël, puisque c'est le jour de l'année où il y a le plus d'énergie de souhaites pour alimenter la machine. Le jour étant celui-ci, Richie souhaite un « poulet frites » mais reçoit une porcherie à la place. Étant écœuré de voir cela, Cadbury l’envoie changer de vêtements. Richie demande ensuite à ses parents, Richard et Regina Rich, ce qu’ils aimeraient avoir pour Noël. Avec eux, il essaie également la nouvelle canne à pêche de son père inventée par Keanbean, qui s’accroche à un sandwich au thon. Il se rend ensuite dans sa chambre pour changer de vêtement.
Pendant le thé, Richie rencontre son cousin pourri gâté, Reggie Van Dough, qui souhaite être aussi riche que Richie. Un peu plus tard, il se déguise en elfe avec Cadbury qui est en Père Noël et tous deux s'en vont distribuer des cadeaux de Noël à l’orphelinat comme chaque année, en traineau, que Richie conduit. Pendant le trajet, Cadbury raconte à Richie comment il était une rock star dans sa jeunesse, dans un groupe appelé Root Canal. Alors qu'ils sont dans le traîneau en direction de l'orphelinat avec Richie au volant, Reggie en prend le contrôle à l’aide de la télécommande inventée par Keanbean que Cadbury utilisait auparavant. Reggie guide le traineau à travers les rues par les magasins, les maisons et les gens, détruisant ainsi presque tout sur le passage. Richie et Cadbury se retrouvent ainsi dans un accident, qui cause la chute du traineau dans la montagne, ce qui fait littéralement exploser les cadeaux destinés aux enfants. Cadbury se blesse à la cheville dans la chute. Richie s’enfuit pour aller chercher de l’aide, mais une fois qu’il revient ville, il voit que la situation a radicalement changé ; son cousin Reggie a diffusé des rumeurs à son sujet, et tout le monde s’est retourné contre lui, l'accusant d'avoir gaché Noël.
Dévasté et croyant que tout l’incident est de sa faute, Richie entre dans le laboratoire de Keanbean et s’accroupit devant la machine à souhaits. Il fait accidentellement le souhait de n'être jamais né. La machine exauce immédiatement son souhait, après quoi il est transporté dans un autre monde dans lequel il n’est jamais né et donc où personne ne le reconnaît. Dans ce monde, c'est Reggie qui est le fils de Richard et Regina, et donc l’enfant le plus riche du monde. En fait, son oncle et sa tante sont devenus ses tuteurs légaux après qu'il a porté plainte contre ses propres parents pour négligence. Reggie dirige de manière autoritaire tout le monde. Les routes et les bâtiments portent son nom. Reggie contrôle toute la ville, y compris les forces de police qui sont sous ses ordres. Ce monde est très triste, et la faim et la misère sont observables partout. Cela fait réaliser à Richie que les choses ne seraient pas meilleures s’il n’était pas né, et il décide donc de retourner dans le monde dans lequel il est Richie Rich.
Bien que ses parents ne le reconnaissent plus, il est heureux de constater que son chien, Dollar, lui semble le reconnaître. Il emmène donc son chien avec lui, principalement pour enrager Reggie, qui est son propriétaire actuel. Reggie ordonne aux policiers de rechercher Richie, qui est faussement appelé le « voleur de chien », et annonce également une récompense pour quiconque réussira à l'attraper. Après avoir déjoué les policiers qui tentent mais échouent à l’attraper, Richie retrouve Cadbury, qui fait toujours partie du groupe de rock Root Canal, et Keanbean, qui dirige son propre laboratoire appelé « Keanbean’s World of Wonders ». Richie interroge Keanbean sur la machine à souhaits, qui, dit-il, nécessite un os à souhait du brontosaure pour être fonctionnelle. Avec ses amis qui décident de l’aider, Richie se rend au muséum de la ville pour récupérer l’os du squelette du dinosaure. Après avoir évité avec succès les systèmes de détection laser, ils réussissent à attraper l'os, en utilisant la canne à pêche inventée par Keanbean. Avant de sortir du musée, Richie et ses amis repèrent les vrais parents de Reggie, qui y travaillent maintenant comme gardes de nuit.
Une fois qu’ils atteignent le laboratoire, ils réussissent à faire fonctionner la machine correctement. Cependant, avant que Richie ne puisse faire le vœu de redevenir Richie Rich, Reggie y arrive avec les policiers. Richie, Cadbury, Keanbean et les amis de Richie sont envoyés en prison, tandis que Reggie ramène la machine à la maison pour pouvoir réaliser tous ses souhaits. Reggie souhaite pouvoir voler comme un oiseau, et avant qu'ils puisse faire un autre vœu, Dollar s’enfuit avec l'os à souhait.  En prison, Richie et ses amis sont libérés par les membres de Root Canal qui ont payé la caution. Ils se précipitent tous chez Reggie, et alors qu’il dort encore, Richie essaie de faire le souhait de revenir en arrière. Cependant, ils constatent que la machine ne fonctionne plus, car Reggie l’avait frappée de colère un peu plus tôt. Pendant que Keanbean essaye de la réparer, Reggie se réveille et arrive en volant, mais il est attaqué par Richie et ses amis avec des balais. Ils le battent et tout le monde commence à se retourner contre Reggie, notamment le sergent Mooney qui dit refuser de travailler pour quelqu’un qui menace d'annuler Noël s'il n'obtient pas ce qu'il veut. Après cela, la machine recommence à fonctionner et Richie peut effectuer son souhaite de revenir Richie Rich.
À son retour, Richie corrige toutes les choses qui avaient mal tourné depuis sa disparition et est maintenant beaucoup plus reconnaissant d’être qui il est. Tout le monde est heureux de son retour, ils se rassemblent autour du sapin de Noël et chantent.

## Fiche technique
- Titre original : Richie Rich's Christmas Wish
- Titre français : Richie Rich : Meilleurs Vœux
- Titre québécois : Richie Rich fête Noël
- Réalisation : John Murlowski
- Scénario : Rob Kerchner & Jason Feffer, d'après les personnages créés par Alfred Harvey et Warren Kremer
- Musique : Deddy Tzur
- Photographie : Christian Sebaldt
- Montage : John Gilbert
- Production : Mike Elliott
- Sociétés de production : Saban Entertainment et Harvey Films
- Société de distribution : Warner Bros. Home Entertainment
- Budget : 6 000 000 $
- Pays :  États-Unis
- Langue : anglais
- Genre : Comédie
- Durée : 84 min
- Dates de sortie :
  - États-Unis : 3 novembre 1998 (directement en vidéo)
  - France : 21 octobre 1998 (directement en vidéo)

## Distribution
- David Gallagher : Richie Rich
- Martin Mull : Richard Rich
- Lesley Ann Warren : Regina Rich
- Jake Richardson : Reggie Van Dough
- Eugene Levy : Le professeur Keenbean
- Keene Curtis : Herbert Cadbury
- Richard Riehle : Le sergent Kenneth Carl Mooney
- Don McLeod : Irona
- Michelle Trachtenberg (VF : Sarah Marot) : Gloria Glad
- Richard Fancy (en) : Mr Van Dough
- Marla Maples : Mme Van Dough
- Blake Jeremy Collins : Freckles
- Austin Stout : Pee Wee
- Kathleen Freeman : Mme Lisa Peabody

## Production

### Lieux de tournage
Le Langham Huntington Hotel & Spa, à Pasadena, en Californie, a été utilisé pour les scènes extérieures du grand manoir de la famille Rich. Le hall intérieur et la voûte du bâtiment désaffecté de la Valuta Bank, dans le centre-ville de Los Angeles, ont été utilisés pour la scène dans laquelle Richie piège policiers qui le poursuivent.

### Musique
La musique de fond dans certaines scènes a également été utilisée dans Digimon, Casper, l'apprenti fantôme (Casper: A Spirited Beginning) et Casper et Wendy Casper Meets Wendy

## Autour du film
Le film est sorti en DVD en France le 8 octobre 2002.

### Fin étendue
Une scène de fin non présente dans la VHS et le DVD du film a été intégrée au film lors de sa diffusion à la télévision.
Reggie est pris en flagrant délit par ses parents qui découvrent ses actions contre Richie, et les parents de Reggie lui font s’excuser pour tous les ennuis qu’il a causés à Richie. Reggie avoue que c’est lui qui a pris le contrôle du traîneau et gâché l’événement. Richie se rend alors compte que ce n’était pas de sa faute, qu'il aurait dû savoir que c’était Reggie, et qu'il a fait ce souhait pour rien. Ils se pardonnent mutuellement.